# Верёвкина, Антонина Николаевна
Антонина Николаевна Верёвкина (18 ноября 1910, Москва, Российская империя — 3 августа 2002, там же, РФ) — советский и российский библиограф, библиотековед и педагог.

## Биография
Родилась 18 ноября 1910 года в Москве. В 1930 году поступила в МГБИ, который она окончила в 1935 году. Администрация оставила дипломированную специалистку у себя, и та работала преподавателем, одновременно с этим работала ещё в ряде районных библиотек Москвы. В 1941 году окончила аспирантуру в МГБИ, а в 1951 году вдобавок защитила ещё и кандидатскую диссертацию. В 1941 году устроилась на работу в ГБЛ, где она заведовала Центральным справочным отделом. С 1964 года во МГИКе преподавала курс Общая иностранная библиография.
Скончалась 3 августа 2002 года в Москве. Похоронена на Хованском кладбище.

## Научные работы
Основные научные работы посвящены историографии, истории, теории  и методике библиографоведения. Автор свыше 90 научных работ.